# 贝弗豪茨费尔德战役
贝弗豪茨费尔德戰役（英語：Battle of Beverhoutsveld）發生在1382年5月3日，戰場位在比利時布魯日附近的城鎮：貝爾訥姆、奧斯特坎普、阿瑟布魯克之間的原野。由菲利普·范阿特费尔德率領的佛兰德叛軍以寡擊眾大敗佛兰德伯爵路易二世，是根特叛亂的一場重要戰役。

## 背景
1379年在根特擁有強大勢力的紡織同業公會不滿佛蘭德伯爵路易二世的統治，希望能取得更多特權並減少伯爵的干涉。附近的城市布魯日是伯爵的忠實支持者，兩個佛蘭德地區的重要經濟重城的對立點燃了的戰火。
根特─奥斯坦德運河是比利時地區最古老的船運路線之一。布魯日和贝尔讷姆之間的一段天然水道連接到這段航路上，就是這一段運河造成布魯日與根特市民的衝突。
為了迫使根特市民投降，佛蘭德伯爵將前往城市的道路封鎖。根特叛軍的領袖菲利普·范阿特费尔德嘗試和伯爵在图尔奈談判結果失敗，唯一的方法就是攻打布魯日使根特能連通海洋。

## 戰鬥
根特的軍隊並未立刻攻擊布魯日，而是在城市外一小時路程的地方組成防禦陣型，他們將火炮他們將火炮放置在一邊側翼，準備對靠近的布魯日民兵進行縱向射擊。
布魯日在結束年度的宗教活動聖血遊行後出兵。士兵從地區周遭的旅店和酒館出發，很多人都為了壯膽事先停留喝酒，導致軍紀渙散。
當布魯日軍隊進入射程，根特軍的風琴炮發動數輪齊射。布魯日軍在混亂中停止前進，根特民兵上前攻擊，使敵軍快速潰散。他們繼續追擊並且在同日占領布魯日。路易二世成功逃脫並前往里耳。

## 後續影響
范阿特威爾德的勝利激起佛蘭德各地的叛亂，僅剩登德爾蒙德和奧德納爾德仍效忠伯爵。叛亂成功也影響到佛蘭德地區之外，荷蘭、魯汶、巴黎、盧昂、亞眠等地也都發生暴動。
然而范阿特威爾德在數月後的罗泽贝克战役中戰死，使得叛亂平息。伯爵路易二世在1384年在聖奧梅爾的戰鬥中陣亡，由女婿勃艮第公爵勇敢的菲利普繼承，使佛蘭德伯國在接下來一百年由瓦盧瓦家族的勃艮第公國統治，成為公國的經濟中心。
一直到1613年，根特與布魯日才達成協議，在兩座城市之間挖掘運河。工程的執行委託給七省共和國的公國辦理，並在1621年開放。
根特市內有一座紀念此戰役的銘碑位於 Bibliotheekstraat。

## 歷史意義
贝弗豪茨费尔德戰役被視為是西方史上火炮第一次發揮重要功能的戰役。

## 參考書目

佛蘭德伯爵徽章
根特市旗